# Иловайские
Илова́йские — казацкий дворянский род.
Их предположительный предок Мокей Осипович Иловайский, старшина Войска Донского, был пожалован за службу золотым ковшом[уточнить] (в конце XVII века). Один из его сыновей Иван был донским полковником, с отличием воевал против шведов и командовал полком своего имени, второй —  Алексей Иванович, был наказным атаманом Войска Донского.
Двенадцать членов рода Иловайских с отличием участвовали в отечественной войне 1812 года. Алексей Васильевич Иловайский был генералом от кавалерии и наказным атаманом Войска Донского (1821—1827). Род Иловайских записан в родословные книги Области Войска Донского.
Роду Иловайских принадлежали обширные земельные владения в западной части Области Войска Донского. В 60-х годах XIX века именем Иловайских был назван разъезд № 17 на железнодорожной линии Харьков — Таганрог (станция Иловайская). Ныне — г. Иловайск.

## Описание герба
Щит разделён тремя чертами, из них первые две положены с верхних углов к середине, a третья перпендикулярно книзу щита. В верхней части, в золотом поле, изображён воин на лошади, слева направо скачущий с опущенным копьём; в правой части, в голубом поле, крестообразно положены бунчук и булава золотые; в левой части, в красном поле, крестообразно же означены знамя и насек.
На щите дворянский коронованный шлем. Нашлемник: три страусовых пера. Намёт на щите голубой, подложенный золотом. Герб Иловайского внесён в Часть 1 Общего гербовника дворянских родов Всероссийской империи, стр. 136.

## Галерея
- Алексей Иванович
(1735-1797)
- Василий Иванович
- Дмитрий Иванович
(1738—не ранее 1812)

- Алексей Васильевич
(1767-1842)
- Николай Васильевич
(1773—1838)
- Осип Васильевич
(1775-1839)
- Иван Дмитриевич
(1767-1827)
- Степан Дмитриевич
(1778—1816)
- Григорий Дмитриевич
(1778—1847)
- Василий Дмитриевич
(1785-1860)